# (5730) Yonosuke
(5730) Yonosuke est un astéroïde de la ceinture principale.

## Description
(5730) Yonosuke est un astéroïde de la ceinture principale. Il fut découvert le 13 octobre 1988 à l'observatoire Gekko par Yoshiaki Ōshima. Il présente une orbite caractérisée par un demi-grand axe de 2,92 UA, une excentricité de 0,10 et une inclinaison de 1,9° par rapport à l'écliptique.

## Compléments